# Сюй Вэньлун
Сюй Вэньлун (кит. 许 文龙; род. 27 февраля 1987, Харбин) — китайский лыжник, участник Олимпийских игр в Ванкувере. Специализируется в дистанционных гонках.

## Карьера
В Кубке мира Сюй Вэньлун дебютировал в феврале 2007 года. Тогда же первый раз попал в тридцатку лучших на этапе Кубка мира. Всего на сегодняшний день имеет на своём счету 3 попадания в тридцатку лучших на этапах Кубка мира, 2 в личных и 1 в командных гонках. Лучшим достижением Сюя в общем итоговом зачёте Кубка мира является 139-е место в сезоне 2006-07.
На Олимпиаде-2010 в Ванкувере принимал участие в двух гонках: 15 км свободным стилем — 68-е место, командный спринт — 19-е место.
За свою карьеру принимал участие в одном чемпионате мира, на чемпионате 2009 года в Либереце, стал 66-м в спринте, 66-м в гонке на 15 км классическим стилем и 47-м в масс-старте на 50 км.
Использует лыжи производства фирмы Fischer.